# Partito del Lavoro (Messico)
Il Partito del Lavoro (in spagnolo Partido del Trabajo - PT) è un partito politico anticapitalista messicano.